# Ludwig Maier

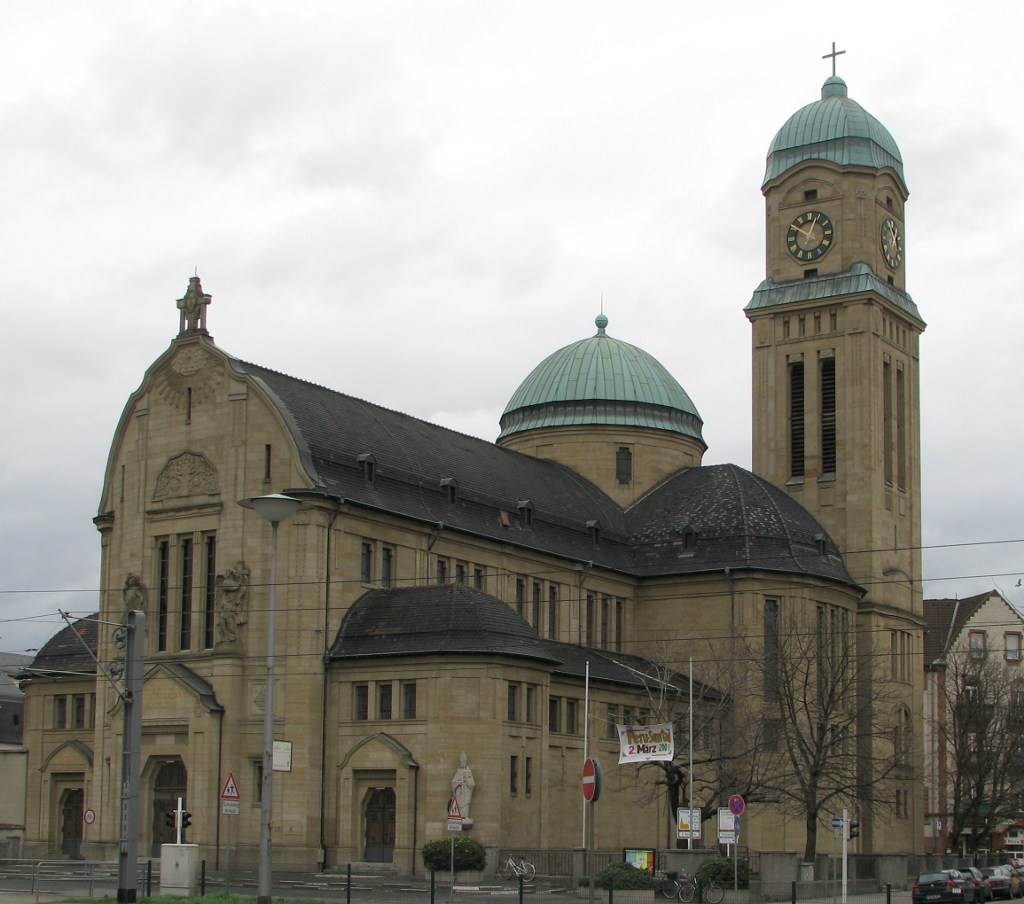
St. Bonifatius in Mannheim

Ludwig Maier (* 15. März 1848 in Kehl; † 24. September 1915 in Heidelberg) war ein deutscher Architekt. Als bedeutender Vertreter des Historismus war er an der Planung bzw. Ausführung von ca. 100 katholischen Kirchen in Baden beteiligt.

## Leben
Maier wurde als Sohn eines evangelischen Gastwirts in Kehl geboren. Er besuchte das Gymnasium in Straßburg und studierte ab 1865 Architektur am Polytechnikum Karlsruhe, wo Jakob Hochstetter und Heinrich Lang zu seinen Lehrern zählten. 1869 beendete er sein Studium ohne Abschluss; anschließend nahm er am Deutsch-Französischen Krieg teil. Danach sammelte er praktische Erfahrungen bei einem Bauunternehmen und der Großherzoglichen Baudirektion. Als Privatarchitekt beteiligte er sich an mehreren Wettbewerben. Von den Sakralbauten und den Riten der katholischen Kirche war Maier so fasziniert, dass er in den siebziger Jahren des 19. Jahrhunderts vom evangelischen zum katholischen Glauben konvertierte. Das war auch Voraussetzung für die Tätigkeit beim Erzbistum Freiburg.  
1875 wurde Maier beim erzbischöflichen Bauamt Heidelberg des Erzbistums Freiburg angestellt. Zwei Jahre später wurde er wegen seiner guten Leistungen zum Bauamt in Freiburg versetzt. Von Mai bis Juni 1881 war Maier als Assistent des Bauinspektors Franz Baer bei der Freilegung der Fresken von St. Georg in Reichenau-Oberzell beteiligt, die er später in der Georgskirche in Elztal-Rittersbach kopieren ließ. 1883 wurde er Leiter des erzbischöflichen Bauamts in Mosbach, ab 1888 Leiter des Erzbischöflichen Bauamts in Heidelberg. 1908 erhielt er das Ritterkreuz I. Klasse des Ordens vom Zähringer Löwen. 1911 wurde er zum Oberbauinspektor ernannt. Maier war verheiratet und hatte vier Kinder.

## Architektur
Maiers Architektur war geprägt vom zeittypischen Stil des Historismus. Die meisten seiner Bauwerke sind der Neugotik und der Neuromanik zuzuordnen. Die früheren Bauten sind neugotisch gehalten, da dieser Stil den katholischen Bauämtern vom Freiburger Baudirektor Max Meckel vorgeschrieben war. Erst nach dessen Ausscheiden aus dem Dienst konnte sich Maier bei seinen Entwürfen auch an anderen Epochen, insbesondere der Romanik, orientieren. In seinem Spätwerk wandte er sich dem Neobarock zu und verwendete vereinzelt Elemente des Jugendstils. Seine drei bedeutendsten Kirchenbauwerke sind St. Bonifatius in der Heidelberger Weststadt (1886–1903), die St.-Martin-Kirche in Tauberbischofsheim (1910–1914) und St. Bonifatius in Mannheim (1909–1915). Aufgrund des rasanten Bevölkerungswachstums während der Industrialisierung entstammen die meisten katholischen Kirchen in den Stadtteilen von Mannheim und Heidelberg, aber auch in vielen Dörfern Nordbadens Maiers Planung.

## Bauten und Entwürfe
- 1881–1884: Pfarrkirche Heilig Kreuz in Stein am Kocher
- 1884–1885: St. Nikolaus in Waldmühlbach
- 1886–1888: St. Georg in Rittersbach
- 1894–1896: St. Bartholomäus in Mannheim-Sandhofen
- 1896: Filialkirche St. Peter in Peterstal
- 1891–1898: St. Alban in Hardheim
- 1897–1899: St. Bonifatius in Mannheim-Friedrichsfeld
- 1897–1899: St. Martin in Steinbach
- 1898–1903: Heilig-Geist-Kirche in Mannheim-Oststadt
- 1899–1903: St. Bonifatius in Heidelberg-Weststadt
- 1901: St. Laurentius in Heidelberg-Schlierbach
- 1901–1904: Herz-Jesu-Kirche in Mannheim-Neckarstadt-West
- 1904: St. Cyriak in Obergimpern
- 1903–1905: St. Raphael in Heidelberg-Neuenheim
- 1904–1906: St. Aegidius in Mannheim-Seckenheim
- 1904–1907: St. Josef in Mannheim-Lindenhof
- 1904–1907: St. Jakobus in Mannheim-Neckarau
- 1905–1907: St. Franziskus in Mannheim-Waldhof
- 1905–1907: St. Johannes Baptist in Leutershausen
- 1906–1908: St. Ägidius in Höpfingen
- 1908–1909: St. Peter in Heidelberg-Kirchheim
- 1910–1914: St. Martin in Tauberbischofsheim
- 1911–1913: St. Laurentius in Weinheim
- 1911–1914: Christ-König-Kirche in Mannheim-Wallstadt
- 1912–1914: St. Bonifatius in Mannheim-Wohlgelegen

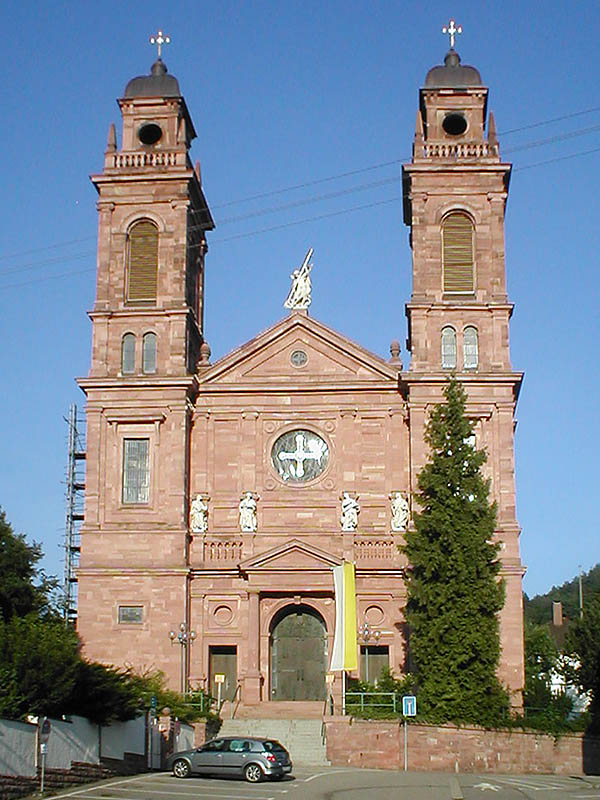
St. Johannes Nepomuk in Eberbach
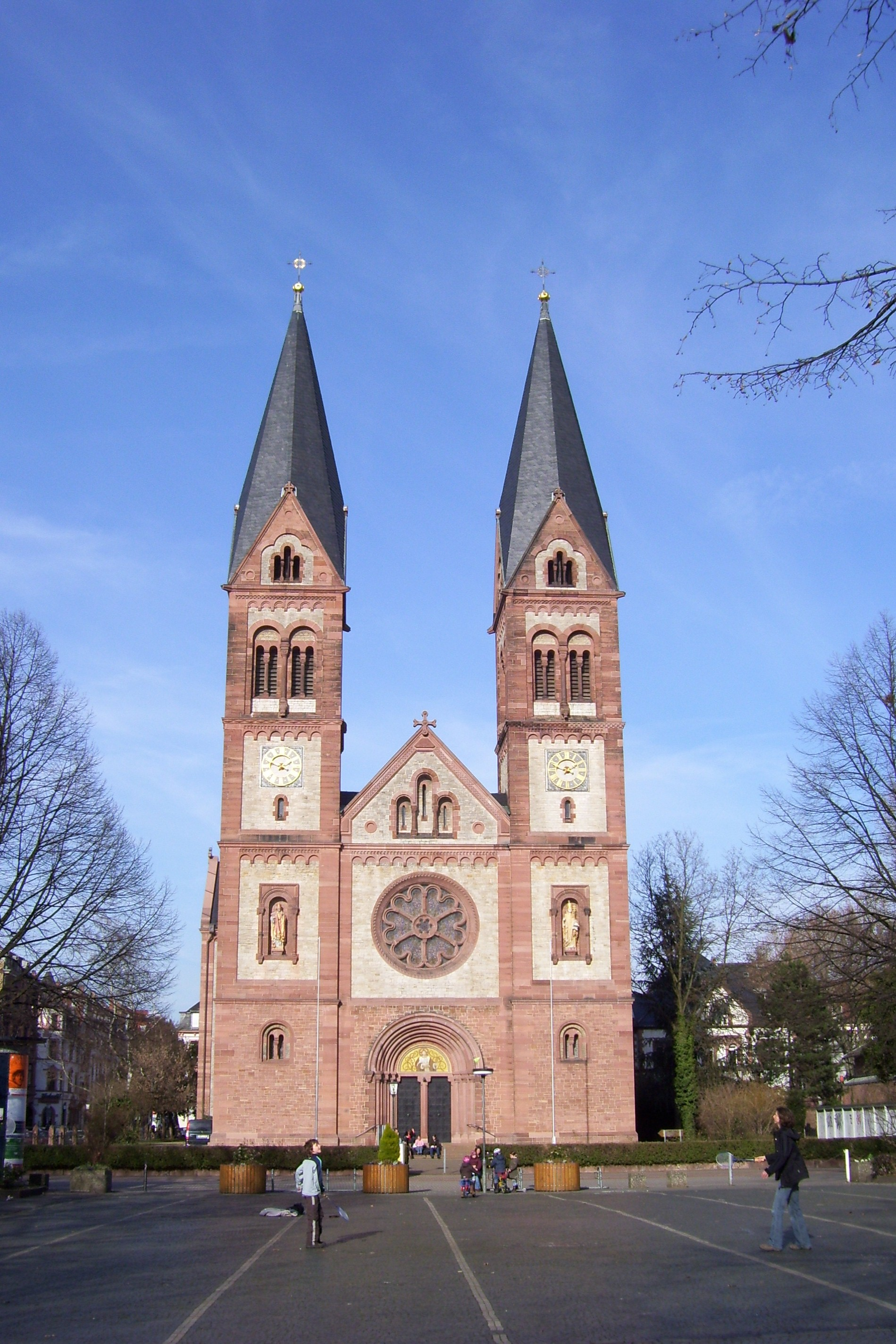
St. Bonifatius in Heidelberg-Weststadt
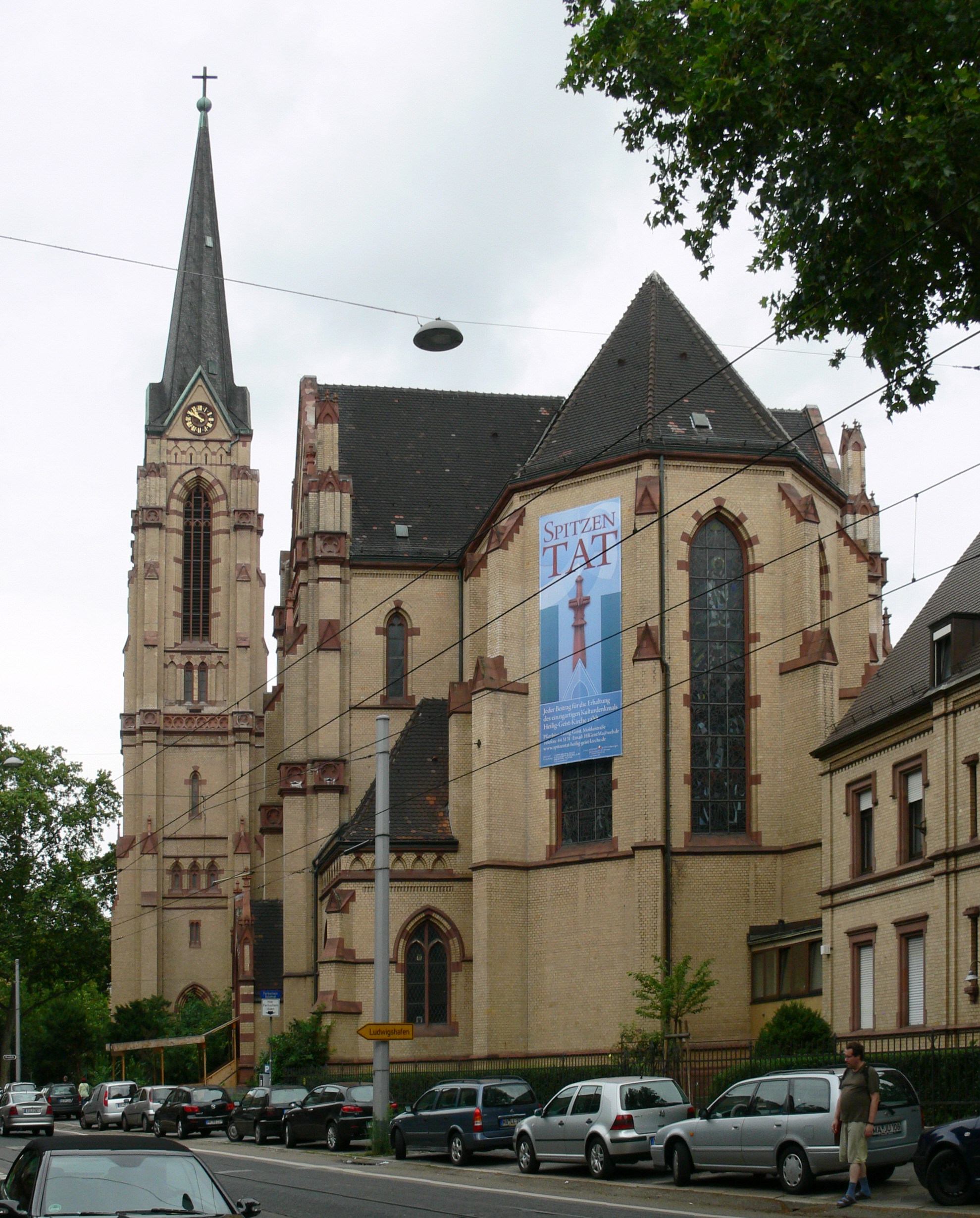
Heilig-Geist-Kirche in Mannheim-Oststadt
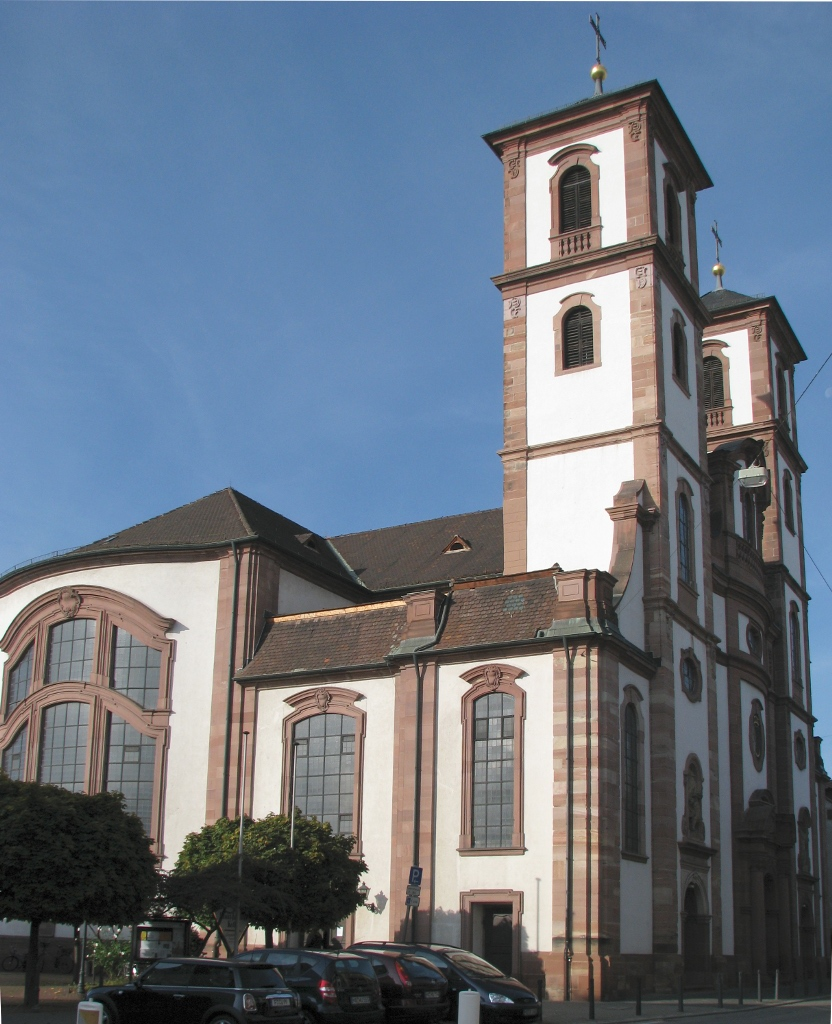
St.-Jakobus-Kirche in Mannheim-Neckarau
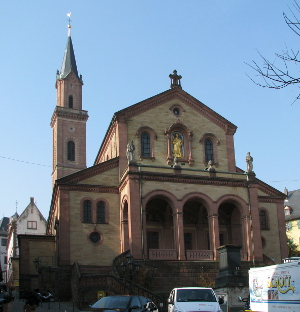
St. Laurentius (Weinheim)